# Йохан III фон Лимбург
Йохан III (II) фон Изенбург-Лимбург (на немски: Johann III (II) von Isenburg-Limburg-Lahn; * пр. 1365; † 26 януари 1406) е от 1365 до 1406 г. граф на Изенбург-Лимбург и господар на Лимбург на Лан.

## Биография
Той е син на граф Герлах II фон Лимбург Стари († 1355) и втората му съпруга Кунигунда фон Вертхайм († 1362), дъщеря на граф Рудолф II фон Вертхайм († 1303/1306) и Мехтилд фон Дурн († ок. 1292). Полубрат е на Йохан II фон Лимбург († 21 август 1336).
Йохан III е каноник в Кьолн и Трир и през 1365 г. наследява брат си Герлах III фон Лимбург като господар на Изенбург-Лимбург.
През май 1386 г. се жени за Хилдегард фон Сарверден († 25 октомври 1419), дъщеря на граф Йохан II фон Сарверден († сл. 1381) и Клара фон Финстинген-Бракенкопф († сл. 1365). Хилдегард е сестра на Фридрих III фон Сарверден († 1414), архиепископ на Кьолн (1370 – 1414). Тя наследява брат си граф Хайнрих III фон Сарверден († 18 юли 1397).
Йохан III е последният мъжки представител на род Лимбург. След смъртта му през 1406 г. Лимбург отива на архиепископа на Трир, на когото през 1344, 1346 и 1374 г., били заложени половината от града и замъка.

## Деца
Йохан III и Хилдегард имат две дъщери:
- Кунигунда фон Изенбург-Лимбург († 15 март 1403), омъжена 1401 г. за граф Адолф фон Насау-Диленбург-Диц (* 1362; † 12 юни 1420)
- Клара фон Изенбург-Лимбург (* 1388; † 29 септември 1401)